# إيفا غونزاليس (عارض)
إيفا غونزاليس (بالإسبانية: Eva González)‏ (و. 1980  م) هي عارضة، ومقدمة تلفزيونية، ومتسابقة ملكة الجمال إسبانية.

## مناصب
تولت منصب ملكة جمال اسبانيا.

## وصلات خارجية
- إيفا غونزاليس على موقع IMDb (الإنجليزية)
- إيفا غونزاليس على موقع قاعدة بيانات الفيلم (الإنجليزية)
- إيفا غونزاليس على موقع دليل عارضات الأزياء (الإنجليزية)

- إيفا غونزاليس في قاعدة بيانات الأفلام على الإنترنت